# Analogo solare
Stella di tipo solare, analogo solare e gemella del Sole, sono tre definizioni date a stelle che presentano somiglianze con il Sole, in base a caratteristiche fisiche e fotometriche quali classe spettrale, massa, età, attività cromosferica, temperatura, metallicità, rotazione equatoriale, abbondanza di litio, cinematica e, di notevole importanza, se siano o no stelle singole e non binarie. Una stella simile al Sole ha maggiori possibilità di avere sistemi planetari simili al sistema solare, e di conseguenza di possedere pianeti simili alla Terra dove si possono essere sviluppate forme di vita.
L'ordine è crescente a seconda delle similitudini con la nostra stella, quindi una stella di tipo solare ha solo alcuni punti in comune con il Sole, mentre il termine stella gemella del Sole viene assegnato solo ad un ristretto numero di stelle con caratteristiche fisiche quasi identiche a quelle solari.

## Similitudini con il Sole

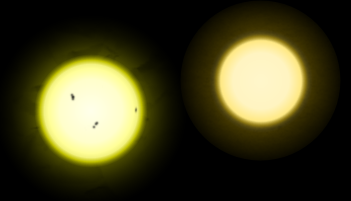
Tau Ceti è una stella di tipo solare, anche se la bassa metallicità non la fa rientrare tra le analoghe solari.

La definizione delle tre categorie rispecchia l'evoluzione delle tecniche di osservazione astronomica nel corso del tempo. In origine gli astronomi definivano stelle "di tipo solare" (solar-type in inglese) le stelle che, rispetto alle altre, erano più simili al Sole. In seguito, il miglioramento degli strumenti e delle tecniche osservative hanno permesso una maggior precisione nella misurazione di dettagli chiave nelle caratteristiche stellari, come ad esempio la temperatura, consentendo la creazione di una categoria, più ristretta, di stelle "particolarmente" simili al Sole. Con il continuo miglioramento della precisione delle misure si è infine creata una categoria comprendente pochissime stelle che, per le proprie caratteristiche, sono indistinguibili rispetto al Sole, tanto da ricevere l'appellativo di "gemelle".

### Stella di tipo solare
La categoria "stella di tipo solare" è la meno restrittiva, e include stelle simili al Sole per massa e stadio evolutivo. Sono stelle di sequenza principale, con un indice di colore compreso tra 0,48 e 0,80, valori non troppo distanti dall'indice di colore del Sole, uguale a 0,65. In alternativa vengono considerate simili al Sole le stelle che vanno dal Tipo spettrale F8 al K2, che corrisponderebbero a valori più ampi dell'indice di colore, da 0,50 a 1,00.
Nella tabella sottostante sono elencate alcune stelle di tipo solare a meno di 50 anni luce dalla Terra, che non soddisfano tutti i criteri per essere considerate analoghe o gemelle solari. Il valore in rosso è quello non rispondente alla definizione di analogo solare.
| Stella          | Coordinate       | Coordinate     | Distanza (a.l.) | Classe spettrale | Temperatura (K) | Metallicità (dex) | Note   |
| Stella          | Ascensione retta | Declinazione   | Distanza (a.l.) | Classe spettrale | Temperatura (K) | Metallicità (dex) | Note   |
| --------------- | ---------------- | -------------- | --------------- | ---------------- | --------------- | ----------------- | ------ |
| Epsilon Eridani | 03h 32m 55,9s    | −09° 27′ 30″   | 10,5            | K2V              | 5.177           | –0,13             | [ 5 ]  |
| Tau Ceti        | 01h 44m 04,1s    | −15° 56′ 15″   | 11,9            | G8V              | 5.344           | –0,52             | [ 7 ]  |
| Keid A          | 04h 15m 16,3s    | −07° 39′ 10″   | 16,5            | K1V              | 5.126           | –0,31             | [ 7 ]  |
| 82 Eridani      | 03h 19m 55,7s    | −43° 04′ 11,2″ | 19,8            | G8V              | 5.338           | –0,54             | [ 8 ]  |
| Delta Pavonis   | 20h 08m 43,6s    | −66° 10′ 55″   | 19,9            | G8IV             | 5.604           | +0,33             | [ 9 ]  |
| Gliese 785      | 20h 15m 17,4s    | −27° 01′ 59″   | 28,8            | K0V              | 5.166           | –0,04             | [ 9 ]  |
| Gamma Pavonis   | 21h 26m 26,6s    | −65° 21′ 58″   | 30,2            | F9V              | 6.150           | -0.84             | [ 10 ] |
| Gliese 86 A     | 02h 10m 25,9s    | −50° 49′ 25″   | 35,2            | K1V              | 5.163           | −0,24             | [ 7 ]  |
| 54 Piscium      | 00h 39m 21,8s    | +21° 15′ 02″   | 36,1            | K0V              | 5.129           | +0,19             | [ 8 ]  |
| V538 Aurigae    | 05h 41m 20,3s    | +53° 28′ 51,8″ | 39,9            | K1V              | 3.500-5.000     | -0,20             | [ 8 ]  |
| HD 14412        | 02h 18m 58,5s    | −25° 56′ 45″   | 41,3            | G5V              | 5.432           | −0,46             | [ 8 ]  |
| HR 4587         | 12h 00m 44,3s    | -10° 26′ 45,7″ | 42,1            | G8IV             | 5.538           | 0,18              | [ 8 ]  |
| HD 172051       | 18h 38m 53,4s    | −21° 03′ 07″   | 42,7            | G5V              | 5.610           | −0,32             | [ 8 ]  |
| 72 Herculis     | 17h 20m 39,6s    | +32° 28′ 04″   | 46,9            | G0V              | 5.662           | −0,37             | [ 8 ]  |
| HD 196761       | 20h 40m 11,8s    | −23° 46′ 26″   | 46,9            | G8V              | 5.415           | -0,31             | [ 9 ]  |
| Nu² Lupi        | 15h 21m 48,1s    | −48° 19′ 03″   | 47,5            | G4V              | 5.664           | −0,34             | [ 9 ]  |

### Analogo solare
Viene definita analogo o analoga solare (solar analog in inglese) una stella di sequenza principale simile al Sole, avente le seguenti caratteristiche:
- Temperatura di ± 500 K rispetto a quella del Sole (approssimativamente da 5200 a 6300 K).
- Metallicità tra il 50% e il 200% di quella del Sole, che implica che il disco protoplanetario della stella deve aver avuto quantità simili di polveri per la formazione dei pianeti.
- Nessun compagno stellare in prossimità (ossia con periodo orbitale di dieci giorni o inferiore), poiché la vicinanza favorirebbe l'attività stellare.

Nella tabella sottostante, alcune analoghe solari entro 50 anni luce dal Sole.
| Stella                 | Coordinate       | Coordinate   | Distanza (a.l.) | Classe spettrale | Temperatura (K) | Metallicità (dex) | Note         |
| Stella                 | Ascensione retta | Declinazione | Distanza (a.l.) | Classe spettrale | Temperatura (K) | Metallicità (dex) | Note         |
| ---------------------- | ---------------- | ------------ | --------------- | ---------------- | --------------- | ----------------- | ------------ |
| Alfa Centauri A        | 14h 39m 36,5s    | −60° 50′ 02″ | 4,37            | G2V              | 5.847           | +0,24             | [ 11 ]       |
| Alfa Centauri B        | 14h 39m 35s      | −60° 50′ 14″ | 4,37            | K1V              | 5.316           | +0,25             | [ 11 ]       |
| 70 Ophiuchi A          | 18h 05m 27,3s    | +02° 30′ 00″ | 16,6            | K0V              | 5.314           | –0,02             | [ 12 ]       |
| Sigma Draconis         | 19h 32m 21,6s    | +69° 39′ 40″ | 18,8            | K0V              | 5.297           | –0,20             | [ 13 ]       |
| Eta Cassiopeiae A      | 00h 49m 06,3s    | +57° 48′ 55″ | 19,4            | G0V              | 5.941           | –0,17             | [ 14 ]       |
| 107 Piscium            | 01h 42m 29,8s    | +20° 16′ 07″ | 24,4            | K1V              | 5.242           | –0,04             | [ 8 ] [ 15 ] |
| Beta Canum Venaticorum | 12h 33m 44,5s    | +41° 21′ 27″ | 27,4            | G0V              | 5.930           | −0,30             | [ 8 ]        |
| 61 Virginis            | 13h 18m 24,3s    | −18° 18′ 40″ | 27,8            | G5V              | 5.558           | –0,02             | [ 9 ]        |
| Zeta Tucanae           | 00h 20m 04,3s    | –64° 52′ 29″ | 28,0            | F9.5V            | 5.956           | –0,14             | [ 7 ]        |
| Chi¹ Orionis A         | 05h 54m 23,0s    | +20° 16′ 34″ | 28,3            | G0V              | 5.902           | –0,16             | [ 8 ]        |
| Beta Comae Berenices   | 13h 11m 52,4s    | +27° 52′ 41″ | 29,8            | G0V              | 5.970           | –0,06             | [ 8 ]        |
| HR 4523 A              | 11h 46m 31,1s    | –40° 30′ 01″ | 30,1            | G5V              | 5.629           | –0,29             | [ 9 ]        |
| 61 Ursae Majoris       | 11h 41m 03,0s    | +34° 12′ 06″ | 31,1            | G8V              | 5.483           | –0,12             | [ 8 ]        |
| HR 4458 A              | 11h 34m 29,5s    | –32° 49′ 53″ | 31,1            | K0V              | 5.629           | –0,29             | [ 9 ]        |
| Gliese 75              | 01h 47m 44,8s    | +63° 51′ 09″ | 32,8            | K0V              | 5.333           | +0,05             | [ 8 ]        |
| Alfa Mensae            | 06h 10m 14,5s    | –74° 45′ 11″ | 33,1            | G5V              | 5.594           | +0,10             | [ 7 ]        |
| Zeta1 Reticuli         | 03h 17m 46,2s    | −62° 34′ 31″ | 39,5            | G3-5V            | 5.733           | −0,22             | [ 7 ]        |
| Zeta2 Reticuli         | 03h 18m 12,8s    | −62° 30′ 23″ | 39,5            | G2V              | 5.843           | −0,23             | [ 7 ]        |
| 55 Cancri              | 08h 52m 35,81s   | +28° 19′ 51″ | 40,3            | G8V              | 5.235           | +0,25             | [ 14 ]       |
| HD 69830               | 08h 18m 23,9s    | −12° 37′ 56″ | 40,6            | K0V              | 5.410           | −0,03             | [ 7 ]        |
| HD 10307               | 01h 41m 47,1s    | +42° 36′ 48″ | 41,2            | G1.5V            | 5.848           | −0,05             | [ 8 ]        |
| HD 147513              | 16h 24m 01,3s    | −39° 11′ 35″ | 42,0            | G1V              | 5.858           | +0,03             | [ 9 ]        |
| 58 Eridani             | 04h 47m 36,3s    | −16° 56′ 04″ | 43,3            | G3V              | 5.868           | +0,02             | [ 7 ]        |
| Upsilon Andromedae A   | 01h 36m 47,8s    | +41° 24′ 20″ | 44,0            | F8V              | 6.212           | +0,13             | [ 7 ]        |
| HD 211415 A            | 22h 18m 15,6s    | –53° 37′ 37″ | 44,4            | G1-3V            | 5.890           | −0,17             | [ 7 ]        |
| 47 Ursae Majoris       | 10h 59m 28,0s    | +40° 25′ 49″ | 45,9            | G1V              | 5.954           | +0,06             | [ 7 ]        |
| Alfa Fornacis B        | 03h 12m 04,3s    | −28° 59′ 21″ | 46,0            | G7V              | 5.500           | −0,19             | [ 7 ]        |
| Psi Serpentis A        | 15h 44m 01,8s    | +02° 30′ 55″ | 47,9            | G5V              | 5.636           | −0,03             | [ 8 ]        |
| HD 84117               | 09h 42m 14,4s    | –23° 54′ 56″ | 48,5            | F8V              | 6.167           | –0,03             | [ 7 ]        |
| HD 4391                | 00h 45m 45,6s    | –47° 33′ 07″ | 48,6            | G3V              | 5.878           | –0,03             | [ 7 ]        |
| 20 Leonis Minoris      | 10h 01m 00,7s    | +31° 55′ 25″ | 49,1            | G3V              | 5.741           | +0,20             | [ 8 ]        |
| Nu Phoenicis           | 01h 15m 11,1s    | –45° 31′ 54″ | 49,3            | F8V              | 6.140           | +0,18             | [ 7 ]        |
| 51 Pegasi              | 22h 57m 28,0s    | +20° 46′ 08″ | 50,9            | G5V-G2,5IVa      | 5.768           | +0,20             | [ 7 ]        |

### Gemella del Sole
Queste stelle hanno caratteristiche che le rendono ancora più simili al Sole delle analoghe solari; i criteri per poter definire una stella gemella del Sole sarebbero:
- Temperatura di ± 10 K rispetto a quella del Sole.
- Età di ±1 miliardi di anni rispetto al Sole (da 3,5 a 5,6).
- Metallicità tra 89—112% di quella del Sole, il che significherebbe che il disco protoplanetario della stella dovrebbe aver avuto la stessa quantità di polveri per la formazione dei pianeti.
- Nessun compagno stellare, cioè come il Sole non deve essere una stella binaria.

Nella tabella sotto, sono elencate alcune stelle che più si avvicinano a questi criteri. Tuttavia, essendo i limiti posti piuttosto restrittivi, molte delle stelle presenti nella lista sono solo "quasi-gemelle", come è il caso di 18 Scorpii, fino a poco tempo fa considerata la stella più simile al Sole conosciuta. In tempi recenti si è osservato che 18 Scorpii ed altre stelle di questa lista hanno un'abbondanza di litio superiore a quella del Sole; poiché la quantità di litio decresce più la stella invecchia, la sua abbondanza in una stella è sinonimo di un'età minore di quella del Sole.
Considerando anche l'abbondanza di litio, solo HD 101364 pare rispettare i severi requisiti per essere denominata una vera gemella del Sole, mentre HD 133600, pur avendo valori di litio bassi, ha una temperatura e un'età leggermente maggiori.
| Stella     | Coordinate       | Coordinate      | Distanza (a.l.) | Classe spettrale | Temperatura (K) | Metallicità (dex) | Età (Giga anni) | Note          |
| Stella     | Ascensione retta | Declinazione    | Distanza (a.l.) | Classe spettrale | Temperatura (K) | Metallicità (dex) | Età (Giga anni) | Note          |
| ---------- | ---------------- | --------------- | --------------- | ---------------- | --------------- | ----------------- | --------------- | ------------- |
| Sole       | —                | —               | —               | G2V              | 5 778           | +0,00             | 4,6             | [ 16 ]        |
| HD 101364  | 11h 40m 28,5s    | +69° 00′ 31″    | 217             | G5V              | 5 783           | +0,01             | 5,4             | [ 17 ] [ 18 ] |
| YBP 1194   | 08h 51m 00,807s  | +11° 48′ 52,76″ | 2772            | G5V              | 5 780           | +0,023            | 4,2             | [ 19 ]        |
| HD 186302  | 19h 49m 06,43s   | -70° 11′ 16,70″ | 184,11          | G3/G5V           | 5 675           | +0,00             | 4,5             | [ 20 ]        |
| HIP 11915  | 02h 33m 49,03s   | -19° 36′ 45,5″  | 175             | G2V              | 5 773           | -0,06             | 3,9             | [ 21 ]        |
| HD 164595  | 18h 00m 38,9s    | 29° 34′ 18,9″   | 94              | G2V              | 5,790           | -0,04             | 4,5             | [ 22 ]        |
| 18 Scorpii | 16h 15m 37,3s    | –08° 22′ 06″    | 45,1            | G2Va             | 5 835           | +0,04             | 4,2             | [ 17 ]        |
| HD 44594   | 06h 20m 06,1s    | −48° 44′ 29″    | 84              | G3V              | 5 840           | +0,15             | 4,1             | [ 23 ]        |
| HD 195034  | 20h 28m 11,8s    | +22° 07′ 44″    | 92              | G5               | 5 760           | -0,04             | 5,1             | [ 24 ]        |
| HD 138573  | 15h 32m 43,7s    | +10° 58′ 06″    | 101             | G5IV-V           | 5 710           | –0,03             | 7,8             | [ 25 ]        |
| HD 142093  | 15h 52m 00,6s    | +15° 14′ 09″    | 103             | G2V              | 5 841           | –0,15             | 5,0             | [ 25 ]        |
| HD 98618   | 11h 21m 29,1s    | +58° 29′ 04″    | 126             | G5V              | 5 851           | +0,03             | 4,7             | [ 17 ]        |
| HD 143436  | 16h 00m 18,8s    | +00° 08′ 13″    | 141             | G0               | 5 768           | +0,00             | 3,8             | [ 25 ]        |
| HD 129357  | 14h 41m 22,4s    | +29° 03′ 32″    | 154             | G2V              | 5 749           | –0,02             | 8,2             | [ 25 ]        |
| HD 133600  | 15h 05m 13.2s    | +06° 17′ 24″    | 171             | G0               | 5 808           | +0,02             | 6,3             | [ 17 ]        |
| HD 183579  | 19h 03m 39s      | -54° 31′ 56,5″  | 186             | G5               | 5 784           | -0,04             | 3,1±1,9         | [ 26 ]        |
| HIP 104045 | 21h 04m 44s      | -04° 49′ 36″    | 179             | G5               | 5 826           | +0,05             | 4,5±0,5         | [ 27 ]        |

## Potenziale abitabilità
L'astronoma statunitense Margaret Turnbull, nella compilazione del suo catalogo HabCat, ha definito un altro modo per classificare una stella come analoga solare o gemella del Sole, basandosi sulla possibilità che questa possa offrire un ambiente ospitale per un pianeta di tipo terrestre. Le qualità prese in considerazione includono variabilità, massa, età, metallicità e ambiente circostante.
Una stella ideale di questo tipo dovrebbe avere:
- Almeno 3 miliardi di anni
- Essere di sequenza principale
- Non-variabile
- In grado di ospitare pianeti terrestri
- Deve supportare una zona abitabile dinamicamente stabile

Il requisito che una stella dovrebbe rimanere in sequenza principale almeno 3 miliardi di anni impone il limite superiore di massa di 1,5 M☉ corrispondente a stelle di classe spettrale F5V e non più calde. Queste stelle possono raggiungere, alla fine della sequenza principale, una magnitudine assoluta di 2,5 e una luminosità 8 volte superiore a quella solare. La variabilità dovrebbe essere inferiore all'1%. Variazioni sull'irraggiamento della zona abitabile da parte di un'eventuale stella compagna posta su un'orbita eccentrica costituirebbe un problema. Pianeti terrestri posti in sistemi multipli di tre o più stelle probabilmente non avrebbero orbite stabili per lunghi periodi di tempo. Anche la presenza di un pianeta gioviano con orbita eccentrica potrebbe disturbare le orbite di pianeti terrestri nella zona abitabile.
La metallicità dovrebbe essere almeno del 40% di quella solare ([Fe/H] = -0,4), per consentire la formazione di pianeti terrestri. Un'alta metallicità è correlata ad una probabile presenza di gioviani caldi, ma questi non sono una barriera assoluta per la vita, così come non lo sono giganti gassosi all'interno della zona abitabile, in quanto questi potrebbero possedere lune di dimensioni terrestri potenzialmente abitabili.
Un esempio di una stella gemella del Sole con questi requisiti è HD 70642.